# نيكولاي فينلايسون
نيكولاي فينلايسون (بالإنجليزية: Nicholay Finlayson)‏ (19 ديسمبر 1985 بجامايكا - ) هو لاعب كرة قدم جامايكي في مركزي الوسط والدفاع. شارك مع منتخب جامايكا لكرة القدم. أما مع النوادي، فقد لعب مع نادي ووتر هاوس وF.C. Reno ‏.

## روابط خارجية
- نيكولاي فينلايسون على موقع ناشيونال فوتبول تيمز (الإنجليزية)
- نيكولاي فينلايسون على موقع Soccerway.com (الإنجليزية)
- نيكولاي فينلايسون على موقع AS.com (الإسبانية)